# Billy Idol
William Michael Albert Broad (nascut el 30 de novembre de 1955), conegut professionalment com a Billy Idol, és un cantant, compositor i músic anglo-novayorquès
. Va assolir la fama per primera vegada a la dècada de 1970, emergint de l'escena punk rock londinenca com a cantant principal del grup Generation X. Posteriorment, es va embarcar en una carrera en solitari que li va portar al reconeixement internacional i va fer d'Idol un artista principal durant la "Segona invasió britànica" dels Estats Units impulsada per la MTV. El nom "Billy Idol" es va inspirar en la descripció d'un mestre d'escola d'ell com "idle: gos, inactiu".
Idol va començar la seva carrera musical a finals de 1976 com a guitarrista de la banda de punk rock Chelsea. No obstant això, aviat va abandonar el grup. Amb el seu antic company de banda Tony James, Idol va formar Generation X. Amb Idol com a cantant principal, la banda va aconseguir l'èxit al Regne Unit i va publicar tres àlbums d'estudi a Chrysalis Records, després es va dissoldre. El 1981, Idol es va traslladar a la ciutat de Nova York per seguir la seva carrera en solitari en col·laboració amb el guitarrista Steve Stevens. El seu àlbum d'estudi debut, Billy Idol (1982), va ser un èxit comercial. Amb els vídeos musicals dels senzills "Dancing with Myself" i "White Wedding", Idol aviat es va convertir en un element bàsic de la recentment establerta MTV.
El segon àlbum d'estudi d'Idol, Rebel Yell (1983), va ser un gran èxit comercial, amb els senzills d'èxit "Rebel Yell" i "Eyes Without a Face". L'àlbum va ser certificat doble platí per la Recording Industry Association of America (RIAA) per l'enviament de dos milions de còpies als EUA. El 1986, va llançar Whiplash Smile. Després d'haver acumulat tres senzills dels 10 millors del Regne Unit ("Rebel Yell", "White Wedding" i "Mony Mony"), Idol va llançar un àlbum de grans èxits de 1988 titulat Idol Songs: 11 of the Best; l'àlbum va ser platí al Regne Unit. Llavors Idol va publicar Charmed Life (1990) i l'àlbum conceptual Cyberpunk (1993).
Idol va passar la segona meitat de la dècada de 1990 centrant-se en la seva vida personal fora de la mirada del públic. Va fer un retorn musical amb el llançament de Devil's Playground (2005) i de nou amb Kings & Queens of the Underground (2014).
El setembre de 2022, es va embarcar en la gira Roadside Tour posposada amb Killing Joke i Toyah Willcox com a teloners al Regne Unit a l'octubre.